# گمینا پیاسکی (استان لهستان بزرگ‌تر)
گمینا پیاسکی (استان لهستان بزرگ‌تر) (به لهستانی:  Gmina Piaski) یک گمینا در لهستان است که در شهرستان گوستنگ واقع شده‌است. گمینا پیاسکی ۱۰۰٫۷ کیلومتر مربع مساحت و ۸٬۲۹۳ نفر جمعیت دارد.